# Helpfau-Uttendorf
Helpfau-Uttendorf är en kommun  i Österrike. Den ligger i distriktet Braunau am Inn i förbundslandet Oberösterreich, 240 kilometer väster om huvudstaden Wien. 
Kommunen består av 21 orter (Ortschaften) (inom parentes invånarantal 1 januari 2024):

- Alm (46)
- Anzenberg (50)
- Brunning (33)
- Freihub (17)
- Gaismannslohen (83)
- Heitzing (46)
- Helpfau (413)
- Höfen (616)
- Kager (10)
- Lohnau (326)
- Ort (23)
- Reichsdorf (60)
- Reith (92)
- Sankt Florian (205)
- Scheiblberg (14)
- Sonnleiten (96)
- Steinbruch (247)
- Steinrödt (18)
- Straß (31)
- Uttendorf (1 438)
- Wienern (8)